# アイ・スタンド・アローン (アル・クーパーのアルバム)
『アイ・スタンド・アローン』（I Stand Alone）は、アメリカ合衆国のシンガーソングライター/音楽プロデューサー、アル・クーパーが1969年に発表した、ソロ名義では初のスタジオ・アルバム。

## 背景
収録曲のうち5曲はカヴァーで、「ワン」はハリー・ニルソンの曲、「カラード・レイン」はトラフィックの曲、「ケンタッキーの青い月」はビル・モンローの曲（ただし本作ではエルヴィス・プレスリーのヴァージョンが元になっている）、「トウ・ホールド」はジョニー・テイラーがシングルB面で発表した曲、「ヘイ、ウエスタン・ユニオン・マン」はジェリー・バトラーの1968年のシングル・ヒット曲である。「月面軟着陸」はインストゥルメンタルで、クーパーのハモンドオルガン独奏となっている。
「アイ・スタンド・アローン」、「ケンタッキーの青い月」、「トウ・ホールド」、「ライト・ナウ・フォー・ユー」、「ヘイ、ウエスタン・ユニオン・マン」の5曲はナッシュビル録音だが、ザ・ブロッサムズのボーカル・パートはロサンゼルスで録音された。

## 反響・評価
アメリカでは13週Billboard 200入りし、1969年3月15日に最高54位を記録した。Bruce Ederはオールミュージックにおいて5点満点中4.5点を付け「様式的には見事なまでに大胆な作品で、喜びに満ちたソウル、スウィング時代まで遡るジャズ、クラシック、ポップ、更にロカビリーまで包括しており、それらを自由奔放に（そして巧みに）混ぜ合わせ、変幻自在の全体像に至っている」と評している。

## 収録曲
特記なき楽曲はアル・クーパー作。
1. 序曲 - Overture - 4:39
2. アイ・スタンド・アローン - I Stand Alone - 3:37
3. カミール - Camille (Al Kooper, Tony Powers) - 2:54
4. ワン - One (Harry Nilsson) - 2:53
5. カラード・レイン - Coloured Rain (Steve Winwood, Jim Capaldi, Chris Wood) - 3:01
6. 月面軟着陸 - Soft Landing on the Moon - 4:01
7. アイ・キャン・ラヴ・ア・ウーマン - I Can Love a Woman - 3:28
8. ケンタッキーの青い月 - Blue Moon of Kentucky (Bill Monroe) - 2:14
9. トウ・ホールド - Toe Hold (Isaac Hayes, David Porter) - 3:53
10. ライト・ナウ・フォー・ユー - Right Now for You - 2:33
11. ヘイ、ウエスタン・ユニオン・マン - Hey, Western Union Man (Jerry Butler, Kenny Gamble, Leon Huff) - 3:43
12. アンボーン・チャイルドに捧げる歌と踊り - Song and Dance for the Unborn, Frightened Child - 4:31

## 参加ミュージシャン
- アル・クーパー - ボーカル、ピアノ、ハモンドオルガン、キーボード、リズムギター、オンディオライン、アレンジ、指揮
- ジミー・ウィズナー - アレンジ(on #1, #4, #12)、指揮(on #4, #12)
- チャーリー・カレロ - アレンジ、指揮(on #3, #7)
- ドン・エリス - アレンジ、指揮(on #5)
- チャーリー・マッコイ - アレンジ、指揮(on #8)、ベース(on #2, #8, #9, #10, #11)
- ウェイン・モス - ギター(on #2, #8, #9, #10, #11)
- ジェリー・ケネディ - ギター(on #2, #8, #9, #10, #11)
- ビッグ・チャーリー・ダニエルズ - ギター(on #2, #8, #9, #10, #11)
- ケニー・バトリー - ドラムス(on #2, #9, #10, #11)
- ザ・ブロッサムズ - バッキング・ボーカル(on #2, #8, #9, #10, #11)
- ドン・エリス・オーケストラ(on #5)